# Carhué
Carhue é uma localidade do Partido de Adolfo Alsina na Província de Buenos Aires, na Argentina. Sua população estimada em 2001 era de 8.584 habitantes, sendo 52,2% fem. e 47,8% masc. A cidade é um famoso destino turístico por causa das águas térmicas de Laguna Epecuén, que ficam à 8 km da cidade.
Carhué foi fundada em 21 de Janeiro de 1877 e declarada cidade em 1949.